# Gaius aurora
Espèce
Gaius aurora est une espèce d'araignées mygalomorphes de la famille des Idiopidae.

## Distribution
Cette espèce est endémique d'Australie-Occidentale. Elle se rencontre dans les monts Helena-Aurora.

## Description
Le mâle holotype mesure 29,2 mm.

## Étymologie
Son nom d'espèce lui a été donné en référence au lieu de sa découverte, les monts Helena-Aurora.

## Publication originale
- Rix, Raven & Harvey, 2018 : Systematics of the giant spiny trapdoor spiders of the genus Gaius Rainbow (Mygalomorphae: Idiopidae: Aganippini): documenting an iconic lineage of the Western Australian inland arid zone. Journal of Arachnology vol. 46, no 3, p. 438-472.